# Sitana sivalensis
Sitana sivalensis är en ödleart som beskrevs av  H. Hermann Schleich, Kästle och Shah 1998. Sitana sivalensis ingår i släktet Sitana och familjen agamer. Inga underarter finns listade i Catalogue of Life.
Arten förekommer i södra Nepal. Holotypen hittades vid 300 meter över havet. Honor lägger ägg.